# 송여직
송여직(宋汝直, 1889년 10월 28일 ~ 1947년 9월 29일)은 대한민국의 독립운동가이다.
본관은 여산(驪山), 호(號)는 산남(山南)이고 아명(兒名)은 송재익(宋載翼)이다.

## 생애

### 일생
충청남도 서천(舒川) 출생인 그는 1908년에서 1909년까지 1년 남짓 대한제국 충청남도 홍성군 군서기관 직위를 지낸 후 1909년 대한제국 관료 직을 퇴임 직후 충청남도 서천 고향 향리에 낙향하였으며 그 후 1919년 4월 29일을 기하여 향리 충청남도 서천군 마산면 신장리(忠淸南道 舒川郡 馬山面 新場里) 장터에서 아우 송기면(宋箕勉)과 함께 대한 독립 만세 운동 시위를 주도하였다. 그는 이날 남동생 송기면이 신장리 장터에 모인 약 2000여명의 장꾼들 앞에 서서 대한 독립 만세를 외치고 태극기를 흔들며 행진하는 것을 보고, 시위군중과 합류하여 대한 독립 만세를 고창하면서 충청남도 서천 장터를 행진하다가 일본 경찰에 체포되었다. 그는 1919년 10월 9일을 기하여 충청남도 대전고등법원에서 징역 1년 6개월형이 확정되어 옥고를 치렀고 1920년에 만기출감하였으며 1922년에서 1946년까지 한국독립당에 당원으로 몸담았고 1946년 한국독립당 대표최고위원 직을 끝으로 퇴임하여 한국독립당 탈당을 하였다.

### 정당 당원 이력
- 前 한국독립당 상임위원(1922년~1935년)
- 前 한국독립당 전임위원(1935년~1945년)
- 前 한국독립당 대표최고위원(1945년~1946년)

### 사후
대한민국 정부에서는 고인의 공훈을 기리고자 1983년 대한민국 대통령 표창장을, 1990년 대한민국 건국훈장 애족장을 각각 추서하였다. 1919년 3월 29일을 기하여 향리 충청남도 서천군 마산면 신장리(忠淸南道 舒川郡 馬山面 新場里) 장터에서 아우 송기면(宋箕勉)과 함께 대한 독립 만세 운동 시위를 주도하였다